# Elphinstone
Elphinstone är en by i East Lothian i Skottland. Byn är belägen 12,9 km 
från Edinburgh. Orten har 630 invånare (2016).